# Ласпаль, Николя
Николя Ласпаль (фр. Nicolas Laspalles; род. 27 ноября 1971, Монтаржи) — французский футболист, выступавший на позиции защитника. Тренер.

## Карьера
До 21 года играл за любительскую команду Монтаржи. В 1992 году перешёл в «Генгам», с которым вышел в Дивизион 1. В 1996 году в составе «Генгама» выиграл Кубок Интертото и участвовал в ответном матче первого раунда Кубка УЕФА с миланским «Интером», в 1997 году забил гол в финале Кубка Франции, в котором «Генгам» проиграл «Ницце» в серии послематчевых пенальти. 21 мая 1998 года сыграл за сборную Бретани в матче против команды Камеруна (1:1). Летом 1998 года перешёл в «Пари Сен-Жермен». Из-за травмы пропустил первые матчи, а затем, после того как тренера Алена Жиресса сменил Артур Жорже, потерял место в составе и вторую часть сезона провёл в «Лансе», за который забил победный мяч в ворота «Пари Сен-Жермена» (2:1). Вернувшись в парижский клуб, который к тому времени уже тренировал Филипп Бержеро, занял место на левом фланге обороны. В январской игре с «Бордо», когда парижанам удалось отстоять ничью, играя после удаления вдесятером, получил, помимо высокой оценки от L’Équipe, повреждение и в концовке сезона 1999/2000 играл нечасто, пропустив финальный матч кубка лиги с «Геньоном», проигранный «Пари Сен-Жерменом» со счётом 0:2. По окончании сезона перешёл в «Нант», где под руководством Рейнальда Денуэкса играл на месте правого защитника. В первый сезон в составе «Нанта» выиграл французский чемпионат. Принимал участие в матчах Лиги чемпионов 2001/02. В сезоне 2002/03 имел мало игровой практики и в январе перешёл в команду итальянской Серии B «Лечче». Через полгода вернулся в «Генгам», за который отыграл сезон 2003/04 в Лиге 1.
Всего в Дивизионе/Лиге 1 сыграл 206 матчей, забил 3 мяча, в еврокубках (Лиге чемпионов, Кубке УЕФА, Кубке кубков и Кубке Интертото) — 27 матчей (1 гол).
После завершения игровой карьеры (на любительском уровне в клубе «Ланьон») работал тренером в системе подготовки игроков «Генгама». В сезонах 2018/19—2021/22 — главный тренер команды шестого дивизиона «Ламбаль», в сезоне 2022/23 — главный тренер «Монлюсона», команды заняла последнее место в своей группе лиги Насьональ 3 (пятый дивизион). В июне 2023 года возглавил «Ланьон» (лига Насьональ 3).
Сын Роман — также футболист, в сезоне 2016/17 провёл 2 матча за «Осер» в Лиге 2.

## Достижения
- Чемпион Франции: 2000/01
- Вице-чемпион Франции: 1999/00
- Финалист Кубка Франции: 1996/97
- Обладатель Суперкубка Франции: 2001
- Победитель Кубка Интертото: 1996